# 福島県道378号高久鹿島線

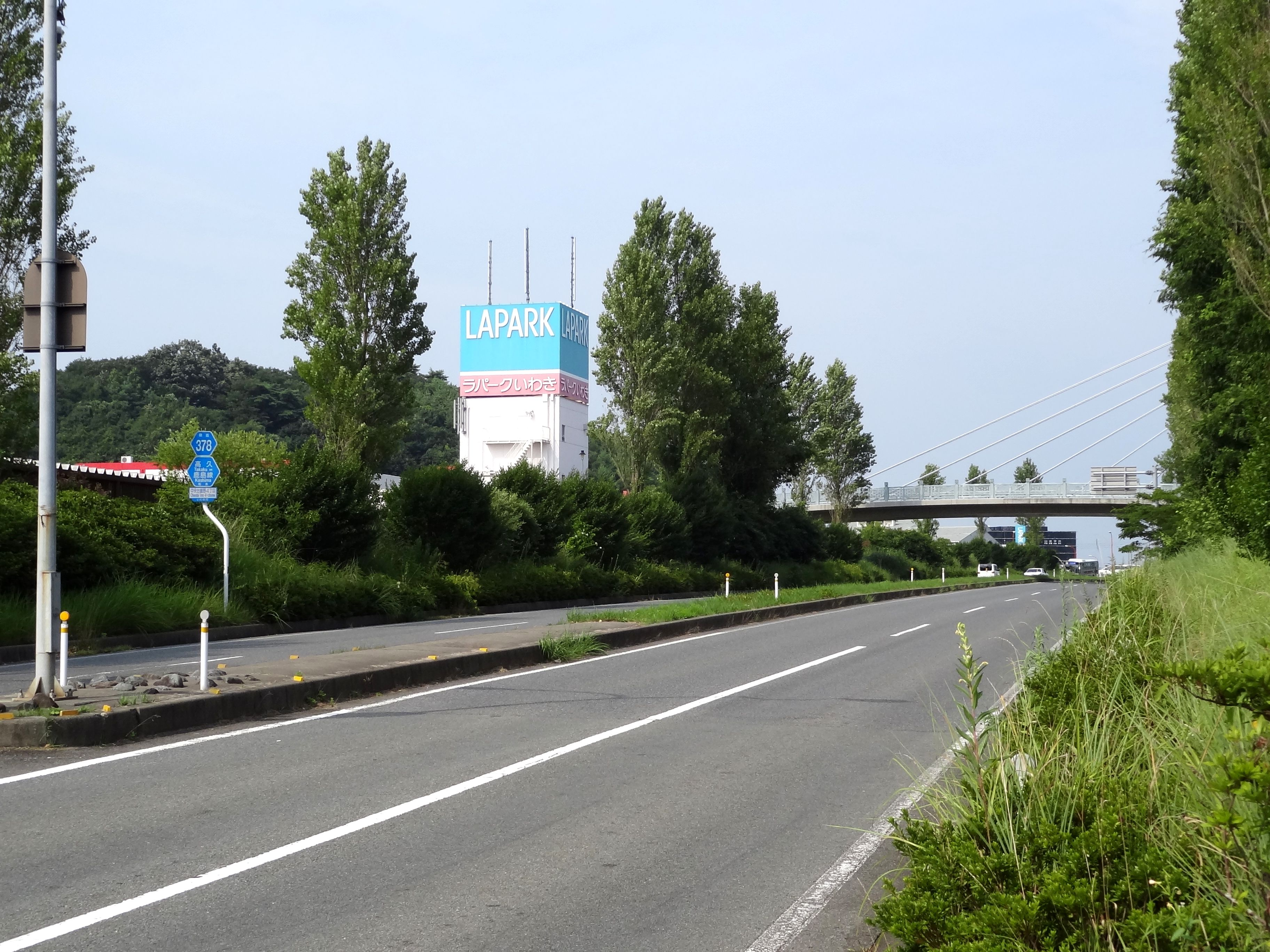
いわき市中央台飯野付近

福島県道378号高久鹿島線（ふくしまけんどう378ごう たかくかしません）は、福島県いわき市内にある一般県道。

## 路線概要
- 起点：いわき市平上高久（福島県道241号下高久谷川瀬線交点）
- 終点：いわき市鹿島町下矢田（福島県道26号小名浜平線交点）
- 総延長：3.966km
  - 実延長：総延長に同じ[1]
- 路線認定年月日：1985年1月4日[2]

市内上高久の福島県道241号下高久谷川瀬線交点を起点とし、市内鹿島町下矢田にて福島県道26号小名浜平線と合流する3.9kmほどの路線である。中央台のいわきニュータウンを南北に縦断しており、鹿島街道や平地区からの住宅地へのアクセス道路としての性格が強い。北側の高久地区とニュータウンとを結ぶ取り付け部分が片側1車線であるほかは全線が掘割の下を通る中央分離帯付の片側2車線となっており、限られた交差点で宅地部分と接続され、道路横断は跨道橋が多用されるなど交差点があまり多くない設計となっている。なお当路線の規模の大きな交差点にはアルファベット、共にニュータウン内の幹線を担ういわき市道いわきニュータウン環状線の規模の大きい交差点には平仮名があてられ、利用者の利便性を向上させている。

## 通過する自治体
- 福島県
  - いわき市

## 沿線
- いわきニュータウン
- 県立いわき公園
- ラパークいわき（MEGAドン・キホーテいわき店を核とするショッピングセンター）